# Paul Jatta
Paul Jatta (Banjul, 21 febbraio 1989) è un ex calciatore gambiano, di ruolo centrocampista.

## Caratteristiche tecniche
Conquista una parecchi palloni e copre una vasta area di gioco.

## Carriera

### Club
Ha esordito nel 2009 con il Brøndbyernes Idrætsforening.

### Nazionale
Ha partecipato ai Mondiali Under-20 del 2007.